# Синееща масловка
Синеещата масловка, наричана също напръскана масловка и пясъчна масловка (Suillus variegatus), е вид ядлива базидиева гъба от семейство Масловкови (Suillaceae).

## Описание
Шапката достига до 15 cm в диаметър, мръсножълта, охрена или масленокафява на цвят. Покрита е с масленожълта или мръснопортокалова плъст, която със съзряването се разкъсва на люспици, изчезващи със застаряването. Пънчето при младите е дебело, покрито с плъст, а по-късно поизтънява, става цилиндрично и охрено-жълто или светложълто на цвят. Месото в началото е плътно, а след това меко, белезникаво до жълто на цвят, като при излагане на въздух променя цвета си до синьо-зелено. Гъбата е ядлива, като обикновено се събират по-младите плодни тела, тъй като старите са меки и воднисти. Може да се консервира.

## Местообитание
Среща се през юни – ноември поединично или на групи в песъчливи почви из иглолистни гори. Среща се под бор, много рядко под смърч и други видове иглолистни дървета.